# キム・ジョンヒョク
キム・ジョンヒョク（金鐘赫、朝鮮語: 김종혁、英語: KIM Jong-Hyeok、1983年3月31日 - ）は韓国のサッカー審判員。2009年から国際サッカー連盟 (FIFA) に国際審判員として登録されている。

## 来歴
学生時代はサッカー選手として活動していたが、前十字靭帯断裂の大怪我を負ったことで選手生活を断念、審判の道へと進む。
2009年からKリーグで専任審判員となる と共に、大韓サッカー協会 (KFA) によりFIFA国際審判員リストに登録。東アジアサッカー選手権2010にて国際大会デビューを果たす。2013年からはAFCチャンピオンズリーグでも主審を務めており、2015年大会の決勝では1stレグで主審を務めた。
韓国では最も評価の高い主審の一人で2018 FIFAワールドカップの審判団の有力候補だったが、健康状態の悪化に伴い派遣が見送られた。